# Erbiceni (gmina)
Erbiceni – gmina w Rumunii, w okręgu Jassy. Obejmuje miejscowości Bârlești, Erbiceni, Spinoasa, Sprânceana i Totoești. W 2011 roku liczyła 5457 mieszkańców.